# Sub Pop
Sub Pop är ett amerikanskt skivbolag grundat av Bruce Pavitt 1986. 1988 startades Sub Pop Records LLC av Pavitt och Jonathan Poneman i Seattle i USA. Skivbolaget gjorde sig kända för att vara först med att skriva kontrakt med Nirvana, Soundgarden och Mudhoney under grungeexplosionen i Seattle i början av 90-talet. Warner Music Group äger 49 % av aktierna

## Artister
Några av de artister som samarbetat med Sub Pop är:
- The Afghan Whigs
- Band of Horses
- Blitzen Trapper
- Bright Eyes
- Corridor
- Death Cab for Cutie
- Dinosaur Jr
- Flight of the Conchords
- Fleet Foxes
- Green River
- Hellacopters
- Iron & Wine
- Jale
- Mark Lanegan
- Love Battery
- Modest Mouse
- Mogwai
- Mudhoney
- Nirvana
- No Age
- The Postal Service
- The Shins
- Sebadoh
- Sleater-Kinney
- The Smashing Pumpkins
- Sonic Youth
- Soundgarden
- Tad
- The Thermals
- Velocity Girl
- Waterbaby[1]
- The White Stripes
- Wolf Eyes
- Wolf Parade